# 里博府邸

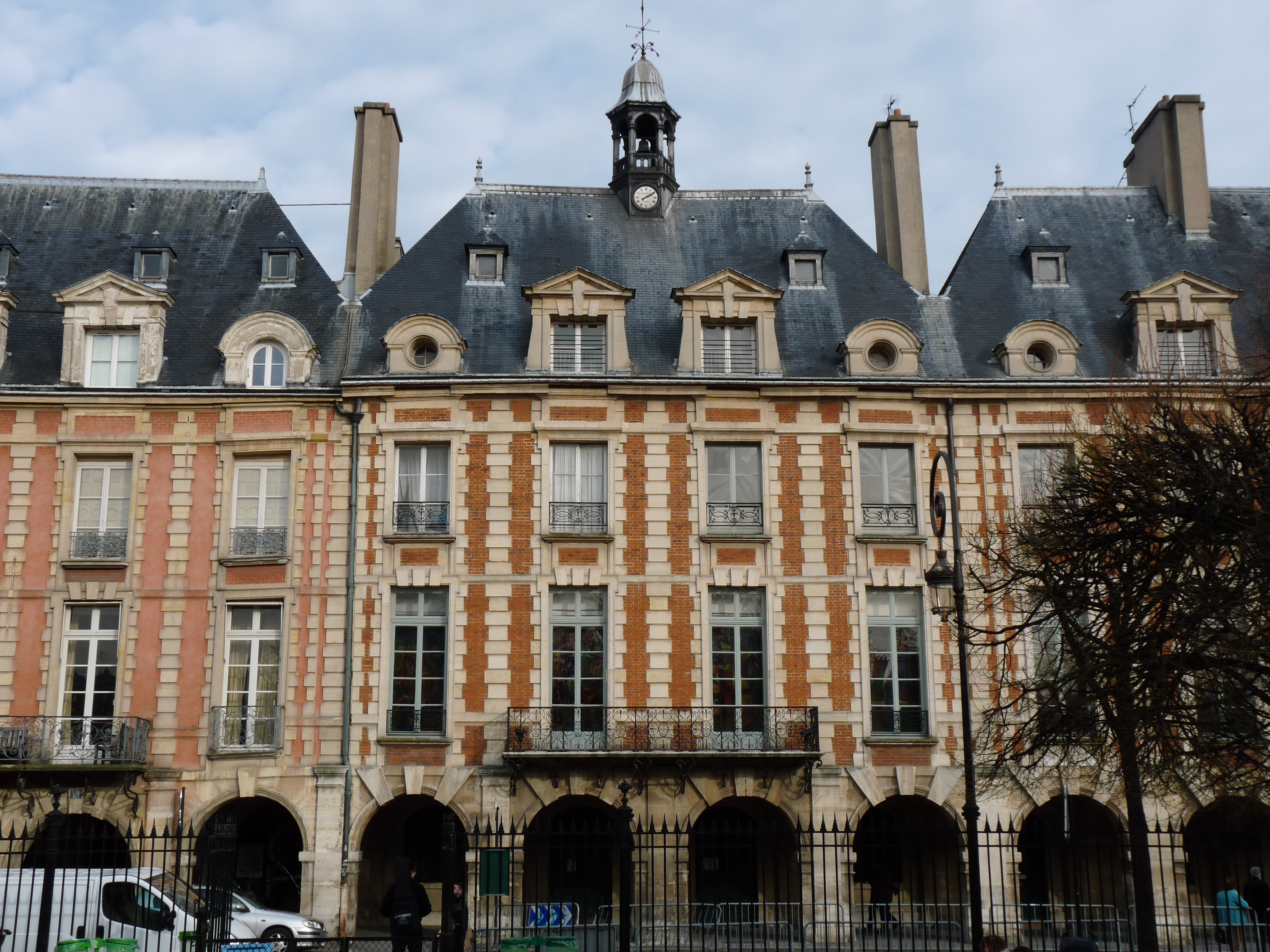

里博府邸（Hôtel de Ribault）是一座法式府邸 位于巴黎第四区的孚日广场14号位于广场东侧，介于拉丰府邸（Hôtel Lafont）与阿斯费尔特府邸（Hôtel d'Asfeldt）之间。

## 历史
该建筑建于1606-1607年，业主安托万·里博（Antoine Ribault）, 是布雷欧的领主，财务总监（1596年）以及苏瓦松财务总监（1598年）。1613年，这里成为金融家安托万·德卢旺库尔（Antoine de Louvencourt）的财产，他们在那里住了35年，后来成为院长路易·巴尔比耶·德拉里维埃（Louis Barbier de la Rivière）的财产。
1963年，图尔内勒犹太会堂的合唱指挥夏尔·利谢在孚日广场14号一楼设立祈祷班, 创建了孚日广场犹太会堂，后来更名夏尔·利谢犹太会堂。

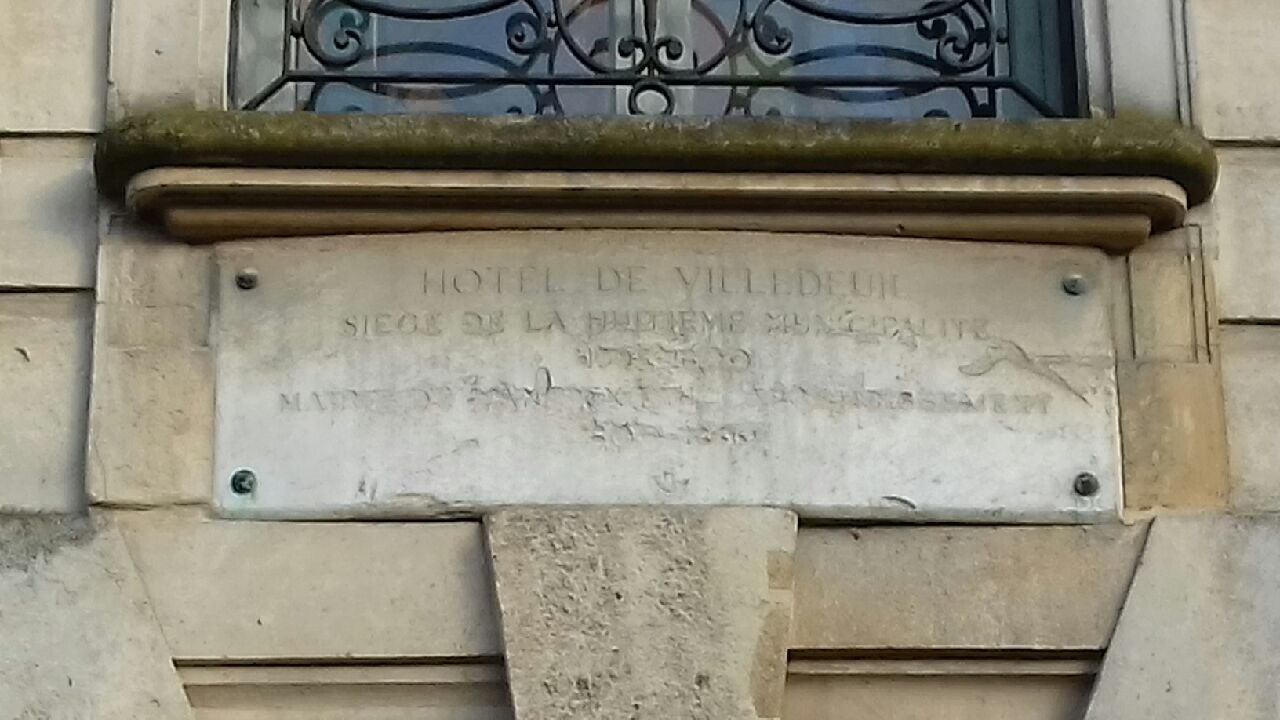

1954年，该建筑列为法国历史遗迹。